# Iguanodonter
Iguanodonter var växtätande dinosaurier som levde från mitten av jura till yngre krita. Några av medlemmarna är Camptosaurus, Callovosaurus, Iguanodon och Ouranosaurus. Iguanodonter var en av de första grupperna av dinosaurier som hittades. De är bland de bäst kända dinosaurierna och innehåller även de "anknäbbade" hadrosauriderna. Iguanodonter var någorlunda stora djur, och vissa (sådana som Shantungosaurus som blev upp till 15 meter lång och kunde väga upp till 8 ton) blev större än de största köttätande dinosaurierna i storlek.

## Klassificering
Iguanodontia tas ofta upp i förteckningar som en infraordning inom en underordning av Ornithopoda, även om Benton (2004) påstår att Ornithopoda är en infraordning och inte innehåller Iguanodontia. Traditionellt grupperades iguanodonter i superfamiljen Iguanodontoidea och familjen Iguanodontidae. Emellertid har fylogenetiska studier visat att de traditionella "iguanodontiderna" är en parafyletisk nivå som leder upp i Hadrosauridae (anknäbbade dinosaurier). Grupper som Iguanodontoidea används ännu som orankade klader i den vetenskapliga litteraturen. Även om många traditionella "iguanodontider" nu inkluderas inom superfamiljen Hadrosauridae.

### Fylogeni

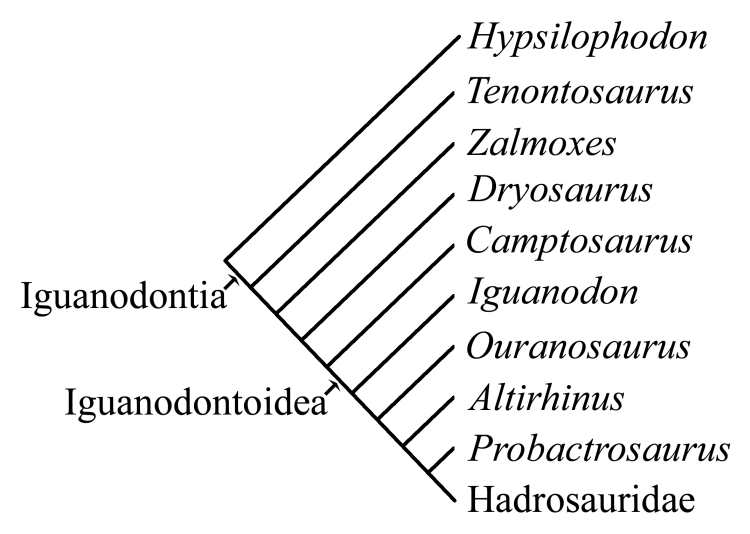
Ett förenklat kladogram över Iguanodontia, tecknat efter Norman (2004).

Kladogram efter Weishampel & Heinrich (1992). 
```
Iguanodontia

|--
Tenontosaurus

`--+--
Rhabdodontidae

   |  |-?
Mochlodon

   |  |--
Rhabdodon

   |  `--
Zalmoxes

   |-?
Muttaburrasaurus

   `--
Euiguanodontia

      |--
Anabisetia

      |--
Gasparinisaura

      `--
Dryomorpha

         |--
Dryosauridae

         |  |--
Dryosaurus

         |  `--
Valdosaurus

         `--
Ankylopollexia

            |-?
Bihariosaurus

            |-?
Talenkauen

            |--
Camptosauridae

            |  |--
Callovosaurus

            |  |--
Draconyx

            |  `--
Camptosaurus

            `--
Iguanodontoidea

               |--
Lurdusaurus

               |--
Lanzhousaurus

               `--
Hadrosauriformer

                  |--
Iguanodon

                  `--
Hadrosauroidea
```

## Släkten
Dryosauridae
- †Callovosaurus
- †Dryosaurus (Även kallad "Dysalotosaurus")
- †Kangnasaurus
- †Magulodon?
- †Valdosaurus

Camptosauridae
- †Camptosaurus (Även kallad "Brachyrophus", "Camptonotus", "Cumnoria" och "Syumphyrophus")
- †Draconyx
- †Honghesaurus?
- †Styracosterna?
- †Theyophytalia?

Iguanodontidae
- †Altirhinus
- †Anabiseta
- †Bihariosaurus
- †Craspedodon
- †Eucerosaurus
- †Fukuisaurus
- †Gadolosaurus
- †Gravisaurus
- †Iguanodon (Även kallad "Heterosaurus", "Hikanodon", "Iguanosaurus", "Sphenospondylus", och "Therosaurus")
- †Jinzhousaurus
- †Lanzhousaurus
- †Lurdusaurus
- †Macrogryphosaurus
- †Mantellisaurus
- †Nanyangosaurus
- †Ouranosaurus
- †Penelophognathus
- †Planicoxa
- †Probactrosaurus
- †Procerosaurus
- †Sanpasaurus?
- †Talenkauen
- †Tenontosaurus? (Även kallad "Eureodon")
- †Vectisaurus?

Rhabdodontidae
- †Mochlodon
- †Muttaburrasaurus
- †Rhabdodon
- †Zalmoxes